# Emem jezik
Emem jezik (emumu, imimkal, kiamerop; ISO 639-3: enr), jedan od tri jezika istočnopauwaske skupine, porodica pauwasi, kojim govori oko 2 000 ljudi (2005 SIL; 1 100, 1987 SIL) u 11 sela na indonezijskom dijelu otoka Nova Gvineja, južno od Jayapura.
Prema etničkoj zajednici koja se njime služi, ime jezika je emem a ne emumu, nazivu koji se temelji na starom izgovoru. Najvažniji je pauwaski jezik, uz koji govore i indonezijskim [ind].

## Vanjske poveznice
- Ethnologue (14th)
- Ethnologue (15th)